# Befolkningstyngdpunkt
En befolkningstyngdpunkt kan beräknas med tre olika metoder. Det kan definieras som masscentrum, som skärningen mellan medianlongituden och medianlatituden (demografisk mittpunkt), eller som den punkt där den sammanlagda resvägen (fågelvägen) för befolkningen är som minst.

## Befolkningstyngdpunkter i olika länder

### Australien
Australiens befolkningstyngdpunkt ligger i New South Wales.

### Japan
Japans befolkningstyngdpunkt ligger strax norr om Nagoya.

### Storbritannien
Storbritanniens befolkningstyngdpunkt ligger i Leicestershire.

### Sverige
Sveriges demografiska mittpunkt ligger i Hjortkvarn i Hallsbergs kommun i Örebro län.

### Tyskland
Tysklands befolkningstyngdpunkt ligger i Spangenberg i Hessen.

### USA
USA:s befolkningstyngdpunkt har beräknats i varje folkräkning sedan 1790. För närvarande ligger denna punkt i Phelps County, Missouri. När Washington utsågs till USA:s huvudstad låg landets befolkningstyngdpunkt i Kent County, Maryland. Sedan dess har befolkningstyngdpunkten rört sig västerut.